# Tim Farron

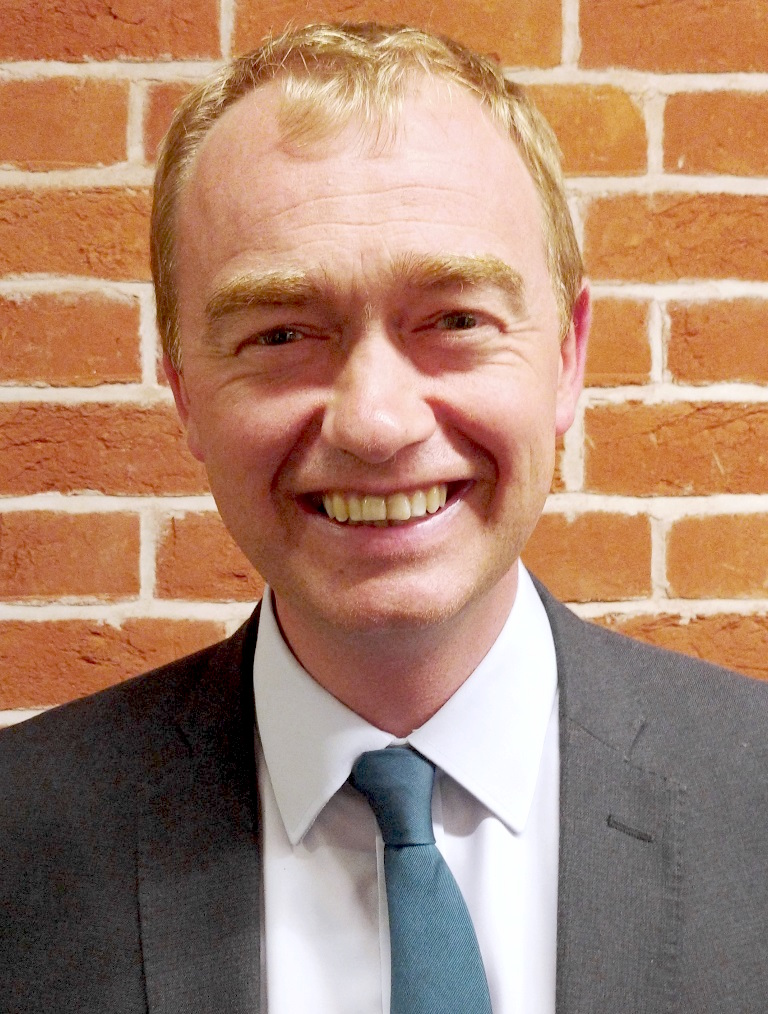
Tim Farron im Jahr 2016

Timothy James „Tim“ Farron (* 27. Mai 1970 in Preston, Lancashire) ist ein britischer Politiker. Er war von 2010 bis 2014 Parteipräsident sowie von 2015 bis 2017 Parteivorsitzender der Liberal Democrats und ist Mitglied im House of Commons.

## Leben
Farron wurde mit 16 Jahren Mitglied der Liberaldemokraten. Er studierte an der University of Newcastle Politik und schloss sein Studium 1992 mit einem Bachelor ab. Nach Abschluss des Studiums war Farron unter anderem an der University of Lancaster beschäftigt.

## Politische Karriere
Während seiner Studienzeit wurde Farron der erste liberaldemokratische Präsident der Studentenvereinigung an der University of Newcastle.
2001 kandidierte er zum ersten Mal als Kandidat der Lib Dems für einen Unterhaussitz im Wahlbezirk Westmorland and Lonsdale, der seit 1910 immer von einem konservativen Abgeordneten vertreten worden war. Farron musst sich knapp geschlagen geben, doch 2005 konnte er die meisten Stimmen auf sich vereinigen und zog ins Unterhaus ein. 2010 und 2015 konnte er seinen Sitz jeweils verteidigen.
2010 wurde er zum Präsidenten der Partei gewählt. Dieses Amt übte er bis Ende 2014 aus.
Während der liberal-konservativen Koalition von 2010 bis 2015, während der die Lib Dems zusammen mit den Tories regierten, stimmte Farron als einer von 21 liberalen Abgeordneten gegen das geplante Gesetz zur Erhöhung der Studiengebühren und damit gegen die offizielle Parteilinie.
Farron wird dem linken Flügel der Liberaldemokraten zugerechnet.
Nach dem Rücktritt des bisherigen Parteivorsitzenden Nick Clegg nach den schweren Verlusten der Lib Dems bei den Unterhauswahlen 2015 wurde Tim Farron im Juli 2015 zum neuen Parteichef gewählt.
Farron führte die Liberal Democrats als Spitzenkandidat in die von Premierministerin Theresa May verkündete vorgezogene Neuwahl des Britischen Unterhauses 2017. Der Wahltermin war der 8. Juni 2017. In einem Interview vor der Wahl prognostiziert Farron einen hohen Sieg der bisher bereits allein regierenden Tories und schloss einen Pakt mit der Labour Party und deren Spitzenkandidaten Jeremy Corbyn sowie der Green Party aus.
Farron konnte zwar seinen Sitz in Westmorland & Lonsdale halten, hatte jedoch nur mehr einen Vorsprung von 777 Stimmen, 2015 waren es noch über 8.000 gewesen. Generell konnten die Lib Dems bei der Wahl 4 Sitze hinzugewinnen und stellen daher nun 12 Abgeordnete im House of Commons, prozentuell hatte man einen Anteil von 7,4 % landesweit, gegenüber 7,9 % bei der Unterhauswahl 2015. Bei der Wahl 2017 verlor man also Stimmen, gewann aber Sitze hinzu.
Am 14. Juni 2017 trat Farron von seinem Amt als Parteivorsitzender zurück. Er begründete dies damit, dass er seinen strengen christlichen Glauben nicht länger mit den Verantwortlichkeiten eines Parteichefs vereinbaren könne.

## Persönliches
Tim Farron ist verheiratet und lebt mit seiner Familie in Milnthorpe, Cumbria. Er ist Fan der Fußballmannschaft Blackburn Rovers.
Farron ist gläubiger Christ. Er kam mehrmals unter politischen Beschuss, als er sich weigerte, auf die Frage zu antworten, ob er homosexuellen Geschlechtsverkehr als eine Sünde ansehe. Im April 2017 erklärte er öffentlich, es nicht als Sünde anzusehen. 
Im Januar 2018 erklärte er jedoch, dass er diese Aussage bedauere.